# Nephila senegalensis
Nephila senegalensis är en spindelart som först beskrevs av Charles Athanase Walckenaer 1842.  Nephila senegalensis ingår i släktet Nephila och familjen Nephilidae.

## Utseende
Kroppen hos honor bli i genomsnitt 28,7 mm lång medan hanar blir 6,9 mm.

## Underarter
Arten delas in i följande underarter:
- N. s. annulata
- N. s. bragantina
- N. s. hildebrandti
- N. s. huebneri
- N. s. keyserlingi
- N. s. nyikae
- N. s. schweinfurthi